# 西城秀樹ゴールデン・ヒット・デラックス
『西城秀樹ゴールデン・ヒット・デラックス』（さいじょうひでき ゴールデン・ヒット・デラックス）は、西城秀樹のベスト・アルバム。1974年11月25日ならびに1975年5月25日にRCAから発売された。

## 内容
- 1974年盤は、1972年のデビュー曲「恋する季節」から1974年の「涙と友情」（11枚目）までのシングル曲を収録したベスト・アルバムである。
- 1975年盤は、1975年の「この愛のときめき」（12枚目）までのシングル曲と過去のオリジナル・アルバム曲を収録したベスト・アルバムである。

## 収録曲

### 1974年盤
| #   | タイトル             | 作詞                        | 作曲       | 編曲         |
| --- | -------------------- | --------------------------- | ---------- | ------------ |
| A1. | 「涙と友情」         | たかたかし                  | 鈴木邦彦   | あかのたちお |
| A2. | 「罪つくりな話」     | たかたかし                  | 鈴木邦彦   | あかのたちお |
| A3. | 「傷だらけのローラ」 | さいとう大三                | 馬飼野康二 | 馬飼野康二   |
| A4. | 「淋しがりやの君」   | さいとう大三                | 馬飼野康二 | 馬飼野康二   |
| A5. | 「激しい恋」         | 安井かずみ                  | 馬飼野康二 | 馬飼野康二   |
| A6. | 「薔薇の鎖」         | たかたかし 斎藤優子（原案） | 鈴木邦彦   | 馬飼野康二   |
| A7. | 「愛の十字架」       | たかたかし                  | 鈴木邦彦   | 馬飼野康二   |
| B1. | 「ちぎれた愛」       | 安井かずみ                  | 馬飼野康二 | 馬飼野康二   |
| B2. | 「情熱の嵐」         | たかたかし                  | 鈴木邦彦   | 馬飼野康二   |
| B3. | 「青春に賭けよう」   | たかたかし                  | 鈴木邦彦   | 馬飼野康二   |
| B4. | 「チャンスは一度」   | たかたかし                  | 鈴木邦彦   | 馬飼野康二   |
| B5. | 「恋の約束」         | たかたかし                  | 鈴木邦彦   | 葵まさひこ   |
| B6. | 「恋する季節」       | 麻生たかし                  | 筒美京平   | 高田弘       |
| B7. | 「絶叫」             | たかたかし                  | 鈴木邦彦   | 馬飼野康二   |

### 1975年盤
| #   | タイトル                           | 作詞                        | 作曲         | 編曲         |
| --- | ---------------------------------- | --------------------------- | ------------ | ------------ |
| A1. | 「この愛のときめき」               | 安井かずみ                  | あかのたちお | あかのたちお |
| A2. | 「涙と友情」                       | たかたかし                  | 鈴木邦彦     | あかのたちお |
| A3. | 「傷だらけのローラ（フランス語）」 | J.Royal                     | 馬飼野康二   | 馬飼野康二   |
| A4. | 「薔薇の鎖」                       | たかたかし 斎藤優子（原案） | 鈴木邦彦     | 馬飼野康二   |
| A5. | 「浮気なお前に」                   | さいとう大三                | ケーシー     | 馬飼野康二   |
| A6. | 「君と自由に暮せたら」             | さいとう大三                | ケーシー     | 馬飼野康二   |
| B1. | 「傷だらけのローラ」               | さいとう大三                | 馬飼野康二   | 馬飼野康二   |
| B2. | 「激しい恋」                       | 安井かずみ                  | 馬飼野康二   | 馬飼野康二   |
| B3. | 「愛の十字架」                     | たかたかし                  | 鈴木邦彦     | 馬飼野康二   |
| B4. | 「恋する季節」                     | 麻生たかし                  | 筒美京平     | 高田弘       |
| B5. | 「愛と友情」                       | たかたかし                  | 浜圭介       | 青木望       |
| B6. | 「季節のうつり変り」               | たかたかし                  | 鈴木邦彦     | 馬飼野康二   |